# کوریدوراس پشت‌سیاه
کوریدوراس پشت‌سیاه (نام علمی: Corydoras acutus) یک گونه ماهی آب شیرین ساکن مناطق گرمسیری است که متعلق به زیر خانواده کوریدوراس‌ها از خانواده گربه‌ماهیان زره‌دار است. خاستگاه آن آبهای داخلی آمریکای جنوبی در حوضه رودخانه آمازون در کشور اکوادور و شمال پرو می‌باشد. این گونه در سال ۱۸۷۲ توسط ادوارد درینکر کوپ توصیف شد.
طول این ماهی به ۴٫۴ سانتیمتر می‌رسد. در آب و هوای گرمسیری در آبی با پی‌اچ بین ۶٫۰ تا ۸٫۰، سختی آب آب ۲ تا ۲۵ و محدوده دمایی ۲۵ تا ۲۸ درجه سانتیگراد زندگی می‌کند. کوریدوراس پشت‌سیاه از کرم‌ها، سخت‌پوستان کف بستر، حشرات و مواد گیاهی تغذیه می‌کند. در پوشش گیاهی متراکم تخم می‌گذارد و از تخم‌ها محافظت نمی‌کنند. ماده در هر نوبت ۲ تا ۴ تخم بین باله‌های لگنی خود نگه می‌دارد و نر آنها را در مدت ۳۰ ثانیه بارور می‌کند. سپس ماده به یک نقطه مناسب شنا کرده و تخم‌ها را که چسبنده هستند را می‌چسباند. نر و ماده این فرایند را تا زمانی که حدود ۱۰۰ تخم بارور و چسبانده شوند، تکرار می‌کنند.
کوریدوراس پشت‌سیاه از اهمیت تجاری در صنعت تجارت آکواریوم برخوردار است.